# 직장 내 집단 따돌림
직장 내 집단 따돌림(workplace bullying)은 아이들의 따돌림처럼 직장 내의 동료나 부하직원에게 지속적으로 공격적이거나 비상식적인 행동을 하는 개인이나 집단의 행위를 일컫는다. 직장 폭력은 언어적, 비언어적, 물리적 학대 또는 수치심을 주는 방법들을 포함한다. 이러한 유형의 폭력은 특히 복잡한데, 그 이유는 일반적인 학교 폭력과 달리 한 집단이나 사회의 상규나 정책을 이용하기 때문이다. 직장 내 괴롭힘의 대부분은 다양한 형태로 자행된 것으로 사례를 통해 보고된다. 직장 폭력은 은밀하게 이루어질 수도, 눈에 띄는 공개적 장소에서 벌어질 수도 있으나 두 경우 모두 언제나 피해자에게 악영향을 끼친다. 현대 사회의 문제점은 이러한 직장내 왕따를 보호할 수 있는 근본적인 대책이 없다는 점이다.

## 같이 보기
- 집단 따돌림